# ۱۰۰ سال… ۱۰۰ قهرمان و شرور به انتخاب بفا
۱۰۰ سال... ۱۰۰ قهرمان و شرور (به انگلیسی: 100 Years... 100 Heroes and Villains) نام لیستی متشکل از ۵۰ قهرمان و ۵۰ شرور برتر تاریخ سینمای جهان، به انتخاب بنیاد فیلم آمریکا است. این لیست در ژوئن سال ۲۰۰۳ میلادی انتشار یافت و یکی از لیست‌های مجموعه صد سال...  بفا است. این لیست در یک برنامه در سی‌بی‌اس (شبکه) با حضور افتخاری آرنولد شوارتزنگر اجرا شد. این برنامه همان سال نامزد جایزه امی شد.

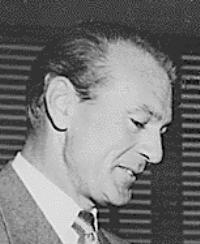
از بین ۵۰ شخصیت قهرمان، سه شخصیت را گاری کوپر بازی کرده است.

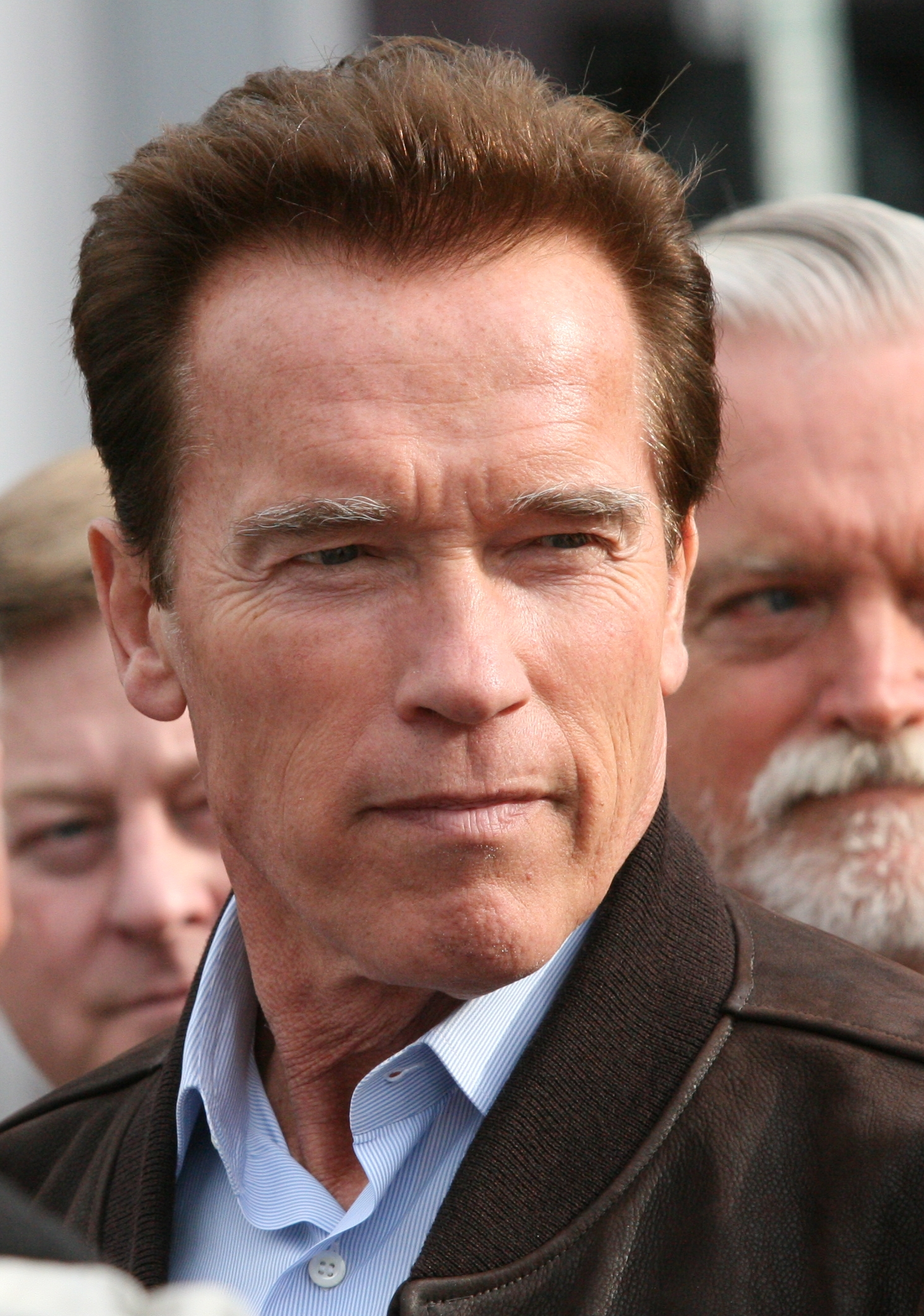
آرنولد شوارتزنگر یکی از دو بازیگریست که هم در بخش قهرمان‌ها و هم بخش شرورها دارای شخصیت هستند. شوارتزنگر تنها بازیگریست که برای یک شخصیت (ترمیناتور) در هردو لیست وجود دارد.

فیلم بامبی تنها فیلمیست که شخصیت شرورش، هیچ‌گاه در فیلم دیده نمی‌شود.

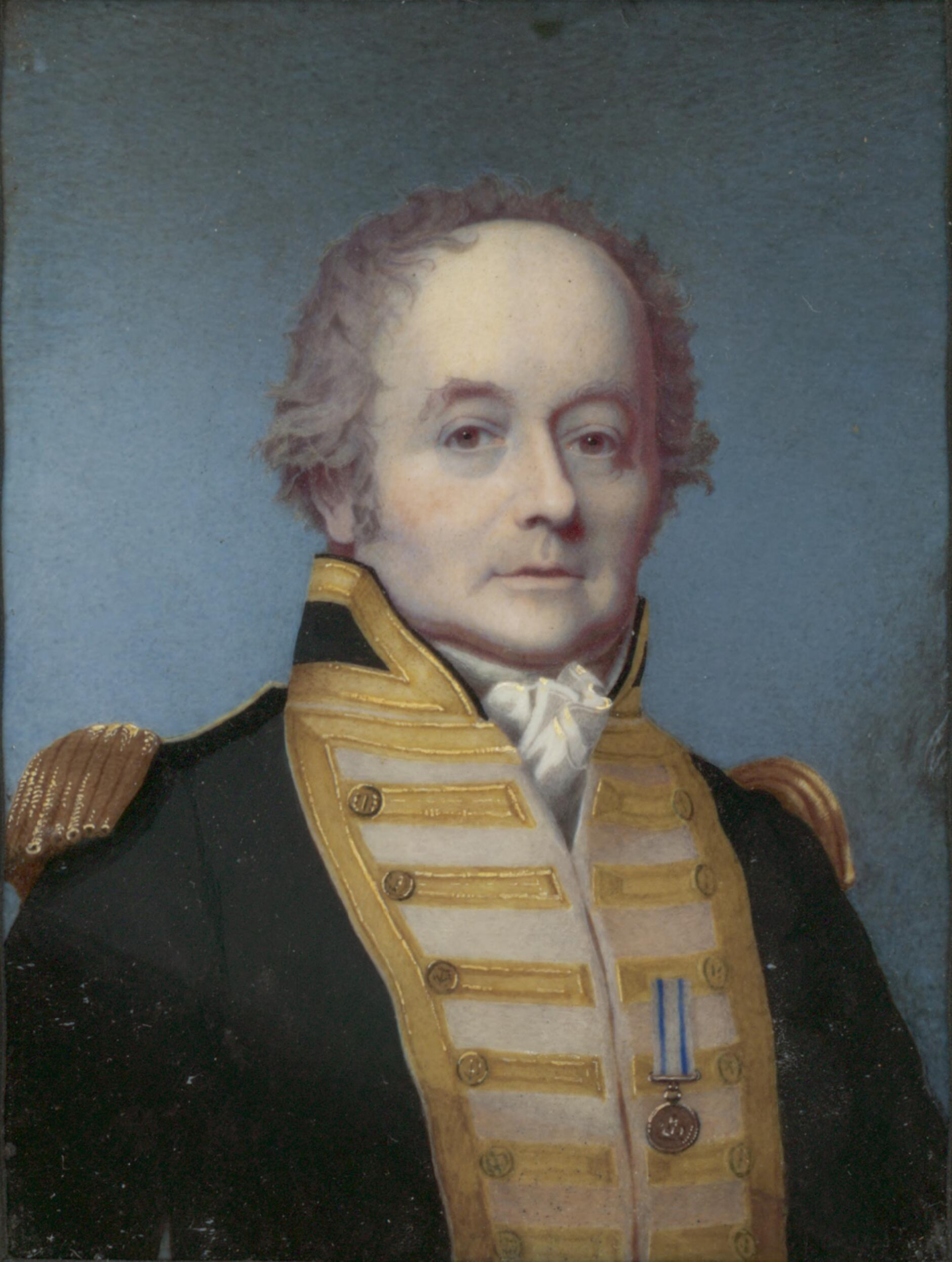
ویلیام بلای یکی از پنج شخصیت شروریست که واقعاً وجود داشته‌اند.

## فهرست
فهرست شخصیت‌های این لیست به ترتیب:
| قهرمان                        | بازیگر                      | فیلم                                 | شرور                    | بازیگر                           | فیلم                                          |
| ----------------------------- | --------------------------- | ------------------------------------ | ----------------------- | -------------------------------- | --------------------------------------------- |
| آتیکاس فینچ                   | گریگوری پک                  | کشتن مرغ مقلد                        | هانیبال لکتر            | آنتونی هاپکینز                   | سکوت بره ها                                   |
| ایندیانا جونز                 | هریسون فورد                 | مهاجمان صندوق گمشده                  | نورمن بیتس              | آنتونی پرکینز                    | روانی                                         |
| جیمز باند                     | شان کانری                   | دکتر نو                              | دارت ویدر               | دیوید پراوس (صدای جیمز ارل جونز) | جنگ ستارگان اپیزود پنجم: امپراتوری ضربه می‌زند |
| ریک بلاین                     | هامفری بوگارت               | کازابلانکا                           | جادوگر خبیث غرب         | مارگارت همیلتون                  | جادوگر شهر از                                 |
| ویل کین                       | گاری کوپر                   | نیمروز                               | پرستار راچد             | لوئیز فلچر                       | دیوانه از قفس پرید                            |
| کلاریس استارلینگ              | جودی فاستر                  | سکوت بره‌ها                           | آقای پاتر               | لیونل باریمور                    | چه زندگی شگفت‌انگیزی                           |
| راکی بالبوآ                   | سیلوستر استالونه            | راکی                                 | الکس فارست              | گلن کلوز                         | جذابیت مرگبار                                 |
| الن ریپلی                     | سیگورنی ویور                | بیگانه‌ها                             | فیلیس دیتریسون          | باربارا استانویک                 | غرامت مضاعف                                   |
| جورج بیلی                     | جیمز استوارت                | چه زندگی شگفت‌انگیزی                  | ریگن مک‌نیل              | لیندا بلیر (صدای مرسدس مک‌کمبریج) | جن‌گیر                                         |
| تی. ای. لورنس                 | پیتر اوتول                  | لورنس عربستان                        | ملکه شیطانی             | صدای لسلی لا ورن                 | سفیدبرفی و هفت کوتوله                         |
| جفرسون اسمیت                  | جیمز استوارت                | آقای اسمیت به واشنگتن می‌رود          | مایکل کورلئونه          | آل پاچینو                        | پدرخوانده: قسمت دوم                           |
| تام جوآد                      | هنری فوندا                  | خوشه‌های خشم                          | الکس دلارج              | مالکوم مک‌داول                    | پرتقال کوکی                                   |
| اسکار شیندلر                  | لیام نیسون                  | فهرست شیندلر                         | هَل ۹۰۰۰                 | صدای داگلاس رین                  | ۲۰۰۱:یک اودیسه فضایی                          |
| هان سولو                      | هریسون فورد                 | جنگ ستارگان                          | بیگانه                  | بولاجی بادجو                     | بیگانه                                        |
| نورما ری وبستر                | سالی فیلد                   | نورما ری                             | آمون گوئث               | رالف فاینس                       | فهرست شیندلر                                  |
| شین                           | الن لد                      | شین                                  | نوح کراس                | جان هیوستون                      | محلهٔ چینی‌ها                                   |
| هری کالن                      | کلینت ایستوود               | هری خبیث                             | انی ویلکس               | کتی بیتس                         | میزری                                         |
| رابین هود                     | ارول فلاین                  | ماجراهای رابین هود                   | لرد ولدمورت             |                                  | هری پاتر                                      |
| ویرجیل تیبز                   | سیدنی پوآتیه                | در گرمای شب                          | ویلیام بلای             | چارلز لوتن                       | شورش در کشتی بونتی                            |
| بوچ کسیدی و ساندنس کید        | پل نیومن و رابرت ردفورد     | بوچ کسیدی و ساندنس کید               | مرد                     | صدای پل استارز                   | بامبی                                         |
| ماهاتما گاندی                 | بن کینگزلی                  | گاندی                                | خانم جون لسلین          | آنجلا لانسبری                    | کاندیدای منچوری                               |
| اسپارتاکوس                    | کرک داگلاس                  | اسپارتاکوس                           | ترمیناتور               | آرنولد شوارتزنگر                 | نابودگر                                       |
| تری مالوی                     | مارلون براندو               | در بارانداز                          | ایو هرینگتون            | آن بکستر                         | همه چیز درباره ایو                            |
| تلما دیکینسون و لوئیس ساویر   | جینا دیویس و سوزان ساراندون | تلما و لوئیس                         | گوردون گکو              | مایکل داگلاس                     | وال استریت                                    |
| لو گریک                       | گاری کوپر                   | غرور یانکی‌ها                         | جک تورنس                | جک نیکلسن                        | درخشش                                         |
| سوپرمن                        | کریستوفر ریو                | سوپرمن                               | کودی جارت               | جیمز کاگنی                       | گرمای سفید                                    |
| باب وودوارد و کارل برنستین    | رابرت ردفورد و داستین هافمن | همهٔ مردان رئیس جمهور                 | بیگانه‌ها                | چندین فرد                        | جنگ جهان‌ها                                    |
| تصمیم‌گیرنده شماره ۸           | هنری فوندا                  | ۱۲ مرد خشمگین                        | مکس کادی                | رابرت میچام                      | تنگه وحشت                                     |
| ژنرال جورج پاتون              | جرج سی. اسکات               | پاتون                                | راهب هری پاول           | رابرت میچام                      | شب شکارچی                                     |
| لوک جکسون                     | پل نیومن                    | لوک خوش دست                          | تراویس بیکل             | رابرت د نیرو                     | راننده تاکسی                                  |
| ارین براکوویچ                 | جولیا رابرتز                | ارین براکوویچ                        | خانم دانورس             | جودیت اندرسون                    | ربه‌کا                                         |
| فیلیپ مارلو                   | همفری بوگارت                | خواب ابدی                            | کلاید بارو و بانی پارکر | وارن بیتی و فی داناوی            | بانی و کلاید                                  |
| مارج گاندرسون                 | فرانسیس مک‌دورمند            | فارگو                                | کنت دراکولا             | بلا لاگوسی                       | دراکولا                                       |
| تارزان                        | جانی ویسمولر                | تارزان انسان میمون‌نما                | دکتر زِل                 | لارنس الیویه                     | ماراتن من                                     |
| آلوین سی یورک                 | گاری کوپر                   | گروهبان یورک                         | جی. جی. هانسکر          | برت لنکستر                       | بوی خوش موفقیت                                |
| روستر کاگبرن                  | جان وین                     | ترو گریت                             | فرانک بوت               | دنیس هاپر                        | مخمل آبی                                      |
| اوبی‌وان کنوبی                 | الک گینس                    | جنگ ستارگان اپیزود چهارم: امیدی تازه | هری لایم                | اورسن ولز                        | مرد سوم                                       |
| ولگرد                         | چارلی چاپلین                | روشنایی‌های شهر                       | امپراتور انریکه باندلو  | ادوارد جی. رابینسون              | امپراتور کوچک                                 |
| لسی                           | پال                         | لسی به خانه بر می‌گردد                | کرولا دویل              | صدای بتی بو گرسون                | صد و یک سگ خالدار                             |
| فرانک سرپیکو                  | آل پاچینو                   | سرپیکو                               | فردی کروگر              | رابرت انگلوند                    | کابوس در خیابان الم                           |
| آرتور چیپینگ                  | رابرت دونات                 | خداحافظ، آقای چیپز                   | جوآن کراوفورد           | فی داناوی                        | دیرست مامی                                    |
| پدر ادوارد                    | اسپنسر تریسی                | بویز تاون                            | تام پاورز               | جیمز کاگنی                       | دشمن محبوب                                    |
| موسی                          | چارلتون هستون               | ده فرمان                             | رجینا گیدنز             | بت دیویس                         | روباه‌های کوچک                                 |
| کارآگاه جیمی "پوپیه" دویل     | جین هکمن                    | ارتباط فرانسوی                       | بیبی جین هادسون         | بت دیویس                         | چه بر سر بیبی جین آمد                         |
| زورو                          | تایرون پاور                 | نشان زورو                            | جوکر                    | جک نیکلسن                        | بتمن                                          |
| بتمن                          | مایکل کیتون                 | بتمن                                 | هانس گروبر              | آلن ریکمن                        | جان‌سخت                                        |
| کرن سیلکوود                   | مریل استریپ                 | سیلکوود                              | تونی کامونته            | پل مونی                          | صورت‌زخمی                                      |
| ترمیناتور                     | آرنولد شوارتزنگر            | نابودگر ۲: روز داوری                 | کایزر شوزه              | کوین اسپیسی                      | مظنونین همیشگی                                |
| اندرو باکت                    | تام هنکس                    | فیلادلفیا                            | آوریک گولدفینگر         | گرت فروبی (صدای مایکل کالینز)    | گولدفینگر                                     |
| ژنرال ماکسیموس دسیموس مریدیوس | راسل کرو                    | گلادیاتور                            | کارآگاه آلونزو هریس     | دنزل واشنگتن                     | روز تعلیم                                     |